# Rijtuigenloods Amersfoort
De Rijtuigenloods is een voormalige treinreparatiewerkplaats en tegenwoordig evenementenlocatie op de wagenwerkplaats in Amersfoort (Piet Mondriaanplein 61).
Voorheen (tot de sluiting van de wagenwerkplaats) had deze loods de naam “Wagenloods”. Waarom de loods daarna Rijtuigenloods genoemd wordt is onbekend en historisch dus onjuist.
Het pand werd gebouwd tijdens de aanleg van de werkplaats in 1904. Het was de grootste werkplaats op het terrein. De Rijtuigenloods is ontworpen door Dirk Margadant, de huisarchitect van de Hollandsche IJzeren Spoorweg-Maatschappij. Het pand is een kenmerkende exponent van de industriële bouwstijl uit het begin van de twintigste eeuw. De Rijtuigenloods bevat bijvoorbeeld een sheddak (zaagdak) en grote gietijzeren vensters, zodat de spoorwegarbeiders voldoende licht hadden om hun werk te doen. In De Rijtuigenloods is nog altijd de originele rails aanwezig waarover goederenwagons naar binnen werden gereden.

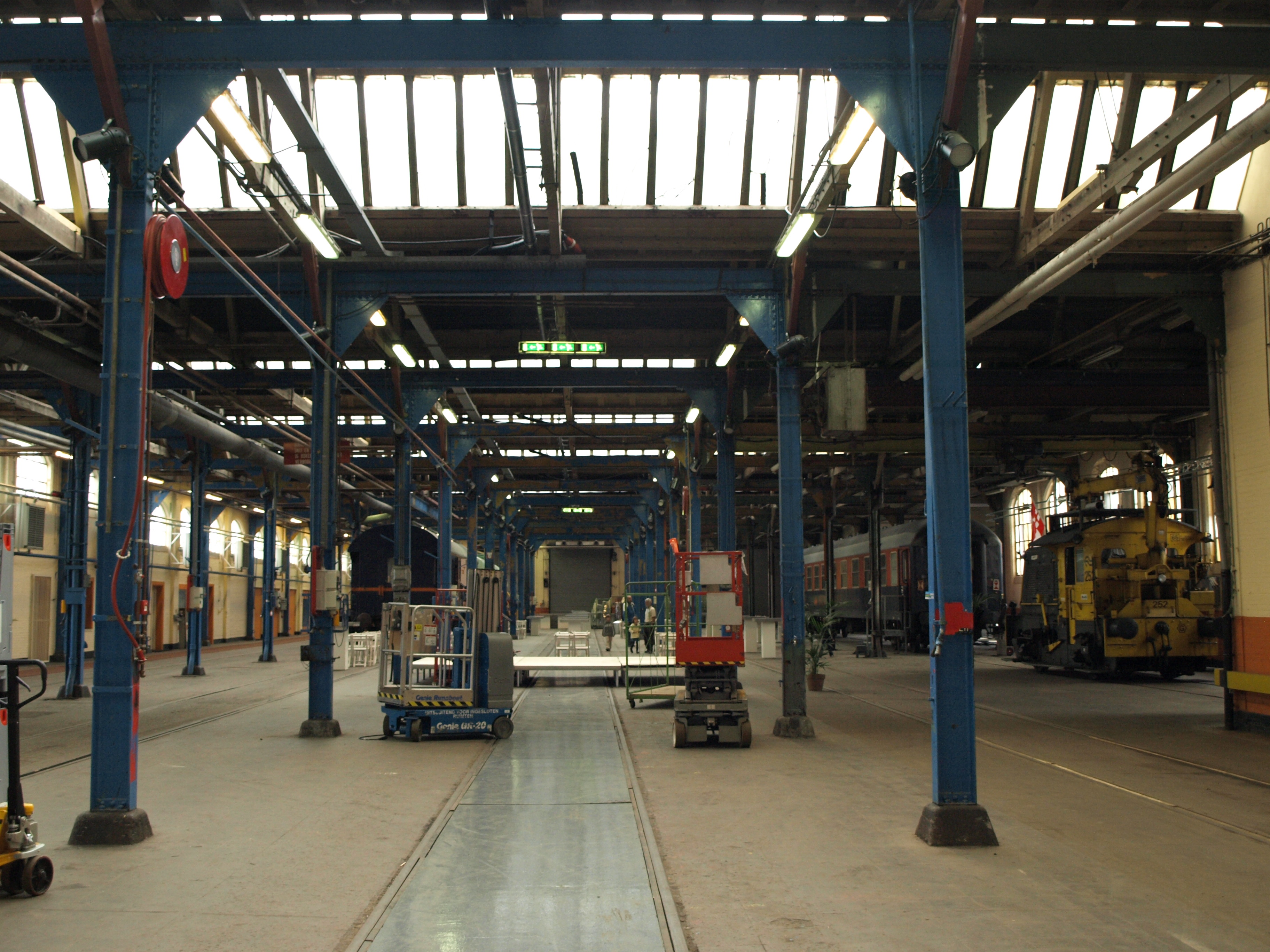
Interieur Rijtuigenloods in 2009

Er werden in de loods goederenwagons geschilderd, gereviseerd en onderhouden. In 2000 sloot de NS de werkplaats. Aanvankelijk waren er plannen om De Rijtuigenloods en andere panden op de Wagenwerkplaats te slopen. Mede door inzet van van Siesta (Stichting Industrieel Erfgoed in de Stad Amersfoort) werd dat voorkomen.
In De Rijtuigenloods staan diverse historische treinwagons die fungeren als vergaderruimtes bij evenementen. Het totale vloeroppervlak bedraagt 3.300 m².
Op 8 september 2009 heeft de Rijtuigenloods het gouden Green Key certificaat behaald, een internationaal duurzaamheidskeurmerk voor de toerisme- en recreatiebranche.
Van 16 t/m 21 oktober 2014 werd het 175-jarige bestaan van de spoorwegen in Nederland gevierd met de Spoorparade in en om De Rijtuigenloods.